# Clase Neustrashimy
La Clase Neustrashimy (Designación OTAN) (del idioma ruso: Неустрашимый ‘Neustrashimyy’) es una nueva serie de fragatas de la Armada rusa en la cual, son las fragatas más grandes y modernas disponibles. La denominación soviética es Proyecto 11540 Yastreb (Halcón).

## Diseño

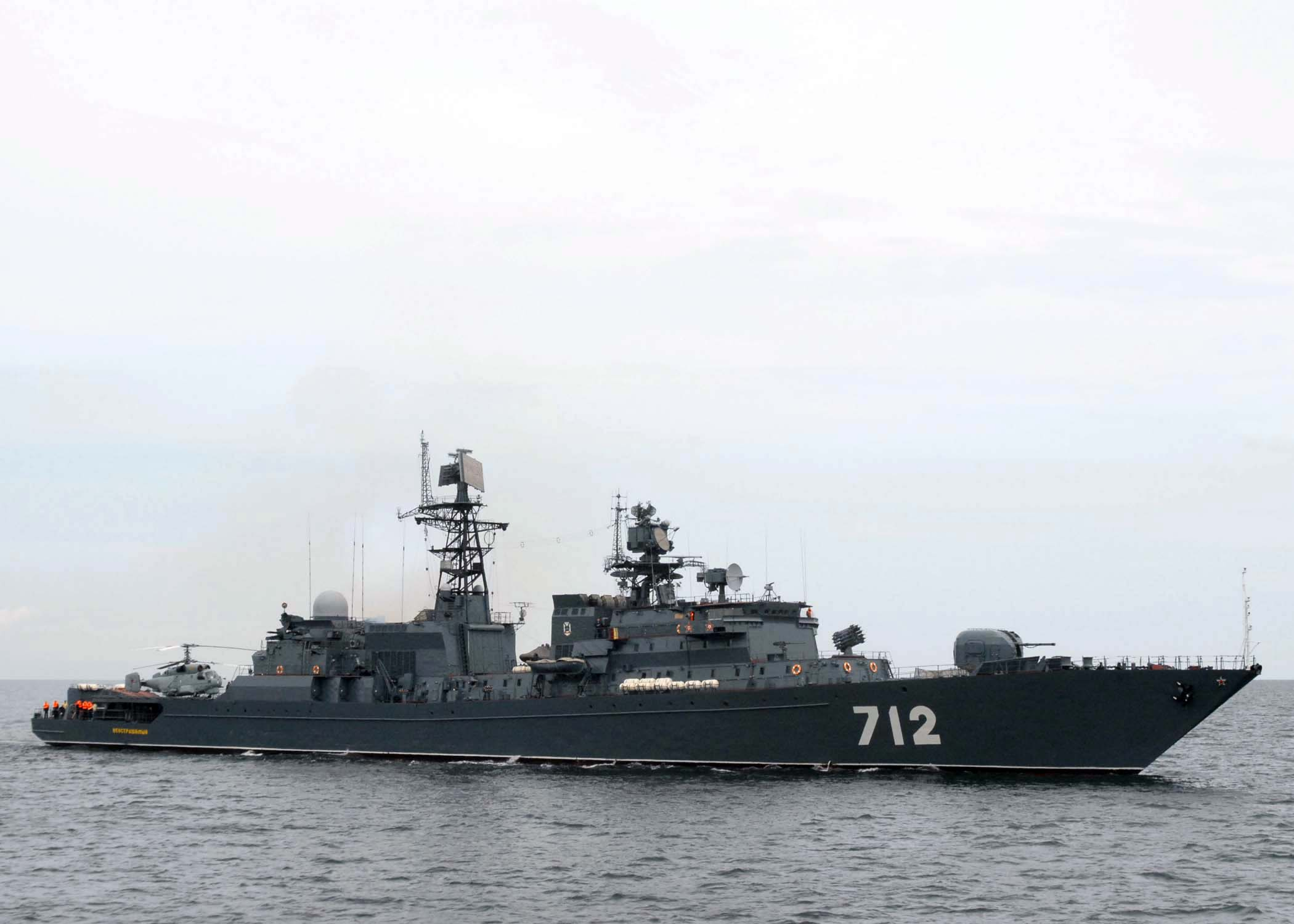
Fragata Neustrashimy (FF 712)

La clase de buque fue diseñado como una nueva fragata antisubmarina de propósito general que seguiría a la anterior Clase Krivak. Este nuevo grupo de naves incorpora alguna  tecnología furtiva por su diseño en el casco de la nave y la cabina de mando, tiene el sistema de lanzamiento vertical de misiles. 
El barco está equipado con un sistema de sonar recientemente diseñado Zvezda-1 ( designación OTAN Ox tail) como su principal sensor antisubmarino. El programa empezó en 1986 en la Unión Soviética y se planearon inicialmente la construcción de siete buques, pero la caída de la Unión Soviética y la crisis económica alteró esos planes. 
En diciembre de 1991, se había botado las dos primeras unidades y una más estaba en quilla; sin embargo, sólo se pudo culminar la construcción del primero de ellos, el Neustrashimy ('Sin miedo'), que entró en servicio el 24 de enero de 1993.
El segundo barco de la clase, el Yaroslav Mudry ('Yaroslav El Sabio') fue completado en 2009.
Ambos buques sirven en la Flotilla del Báltico de la Armada Rusa.

## Programa

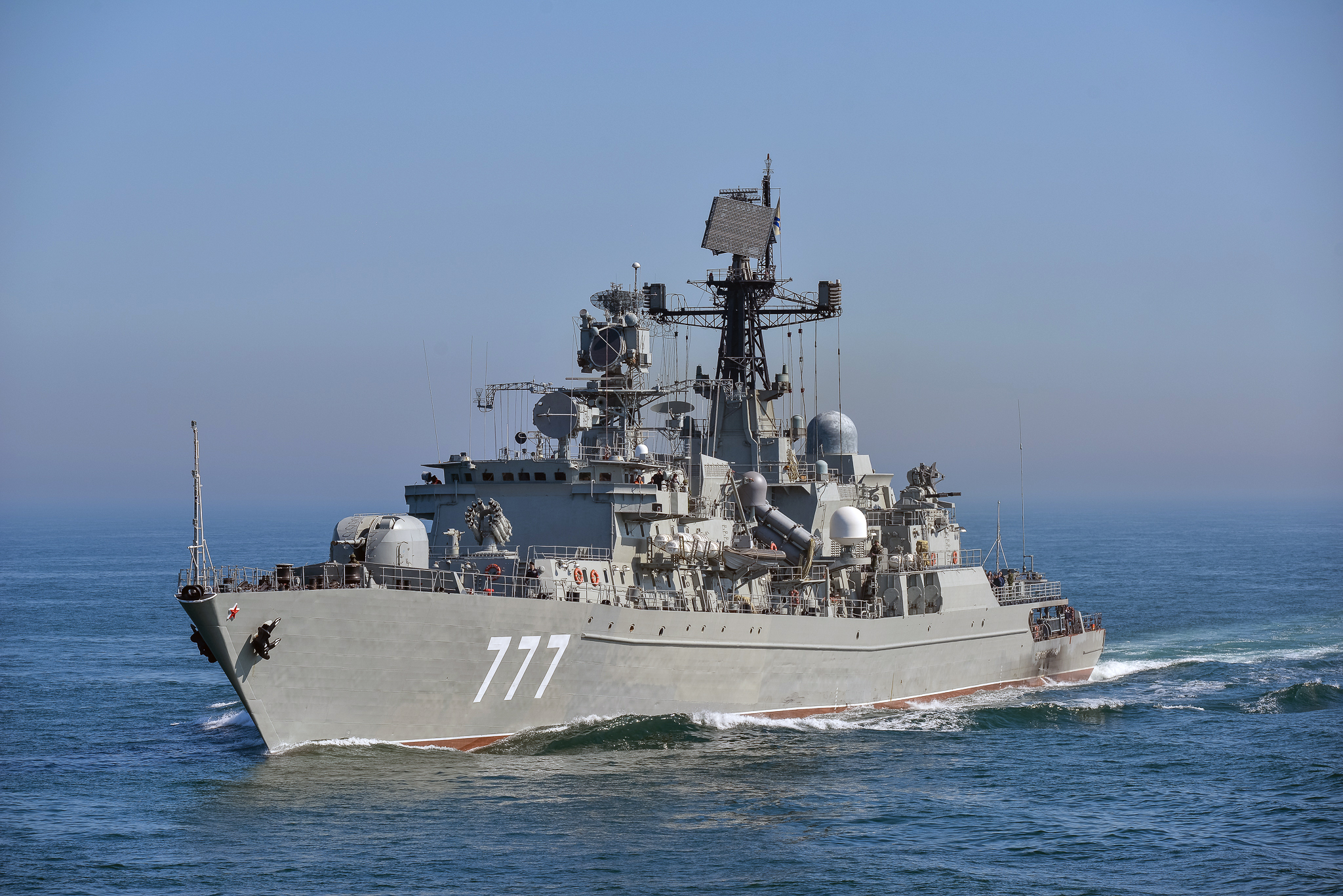
Fragata Yaroslav Mudry (FF 777)

Los barcos fueron construidos en el Astillero Yantar, Kaliningrado. Sólo el Neustrashimy fue completado en el tiempo de que la  Unión Soviética colapsó, aunque entró en servicio en 1993. Dos barcos más estaban incompletos. Yaroslav Mudry (nominado así por el gran regente del Rus de Kiev Yaroslav I el Sabio) y Tuman (Niebla, nominado por el Patrullero soviético de la Segunda Guerra Mundial cuya tripulación exhibió gran valor al combatir con tres destructores de la Kriegsmarine). 
En febrero de 2009, la fragata Yaroslav Mudry empezó las pruebas de mar y entraría en servicio en abril del mismo año.

## Despliegue 2008-09 a Somalia

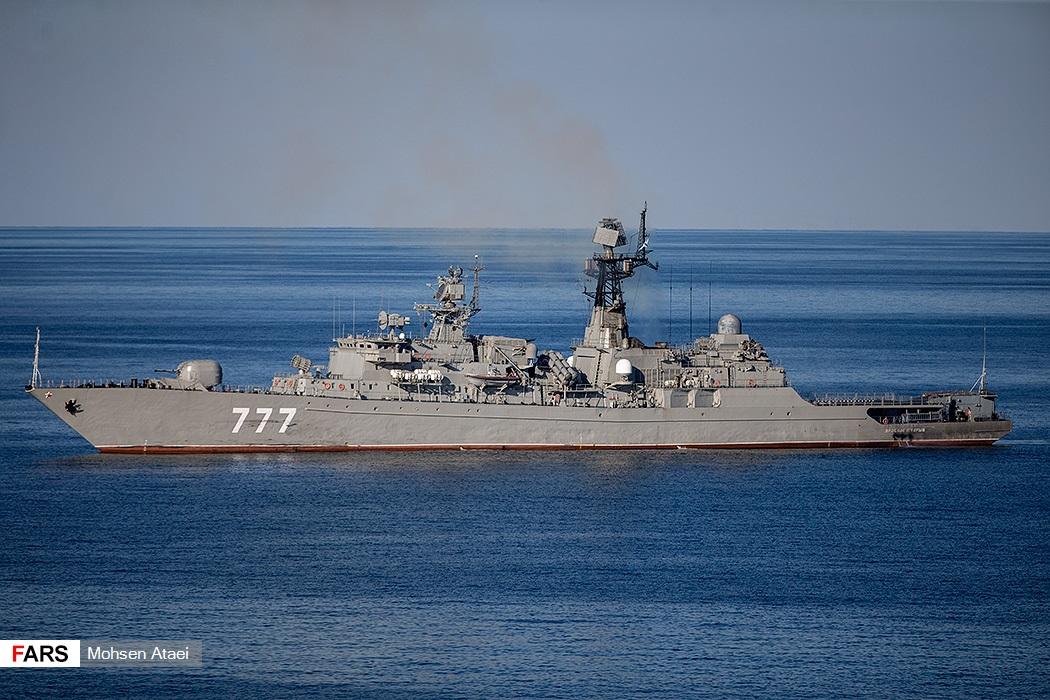
Yaroslav Mudry en 2019.

A finales de septiembre de 2008, el Neustrashimy se alejó de la Flota del Báltico y fue enviada a aguas de Golfo de Adén en las afueras de la costa de  Somalia  para combatir la  piratería en la región, y para interceptar el MV Faina, un buque de carga ucraniano enviado a Kenia que transportaba  33 tanques de batalla T-72 y grandes cantidades de munición, que había sido capturado por piratas en las afueras del Cuerno de África. 
El portavoz de la Armada de Rusia, el Capt. Igor Dygalo afirmó a Associated Press  que la fragata lanzamisiles Neustrashimy había abandonado el puerto en el Mar Báltico de Baltiisk  un día antes del secuestro para cooperar con otros países no especificados en actividades antipiratería.  Ya el 27 de octubre, estaba operando independientemente , en las cercanías de barcos de la OTAN en la costa somalí.
El 11 de noviembre,  ayudó a capturar piratas que habían tratado de capturar el MV Powerful , sin embargo esto es disputado por la Marina Real Británica. El 16 de noviembre de 2008,  impidió que los piratas capturaran el barco saudí MV Rabih.

## Barcos en servicio
- Neustrashimy (1993)
- Yaroslav Mudry (2009) - Puesto en servicio en 21.06.2009.[5]